# Abraham Bibago
Abraham ben Schem Tob Bibago (* in Saragossa) war ein jüdischer Religionsphilosoph (Aristoteliker) des 15. Jahrhunderts in Spanien. 
Er verfasste u. a. das Werk Derech Emuna („Weg des Glaubens“).